# 衛星電視審議委員
衛星電視換照審議委員是2005年8月中華民國行政院新聞局對有線電視、衛星電視頻道進行審核執照所遴聘的委員，組成行政院新聞局衛星廣播電視事業審查委員會。由於其「審議委員組成」、「審議過程」和「審議結果」至今仍未公開其標準與過程（《行政院新聞局衛星廣播電視事業審查委員會設置要點》第七點：「本會會議不公開，所作之決議，供本局行政處理之參考」），其中立性頗受質疑。
衛星廣播電視事業審查委員會於2005年8月對有線電視、衛星電視頻道進行審核執照。最後有七個頻道未通過審核，後龍祥電影台、東森新聞S台提起訴願，行政院訴願委員會皆裁定新聞局敗訴，龍祥育樂多媒體與東森電視皆聲稱要提起國家賠償，金額達新台幣十幾億元。前新聞局長姚文智對此表示，當初不同意換照，是新聞局衛星廣播電視事業審查委員會合議的決定，並非他個人看法。

## 委員名單
1.交通部電信總局副局長吳嘉輝
2.行政院新聞局廣播電視事業處副處長曾一弘
3.行政院消費者保護委員會督導組組長劉清芳
4.國立臺灣科技大學資訊工程系教授李漢銘
5.國立臺灣大學國家發展研究所副教授劉靜怡
6.閱聽人監督媒體聯盟執行委員盧世祥
7.太穎國際法律事務所律師謝穎青
8.嘉信聯合會計師事務所會計師陳慶堃
9.國立東華大學財經法律研究所助理教授李崇禧
10.媒體改造學社召集人管中祥
11.台灣媒體觀察教育基金會諮詢委員曾國峰
12.媒體改造學社執行委員羅世宏

## 外部連結
- 【衛星頻道換照調查】銘報問卷調查媒體主管與傳播學者 委員、過程、結果和龍祥、東森S台　審議公信力偏低